# Ça Ira
Ça Ira är en opera om franska revolutionen av Roger Waters. Den är baserad på ett franskt libretto skrivet av Étienne Roda-Gil och Nadine Roda-Gil. Ça Ira släpptes på CD 2005.